# Bankenviertel

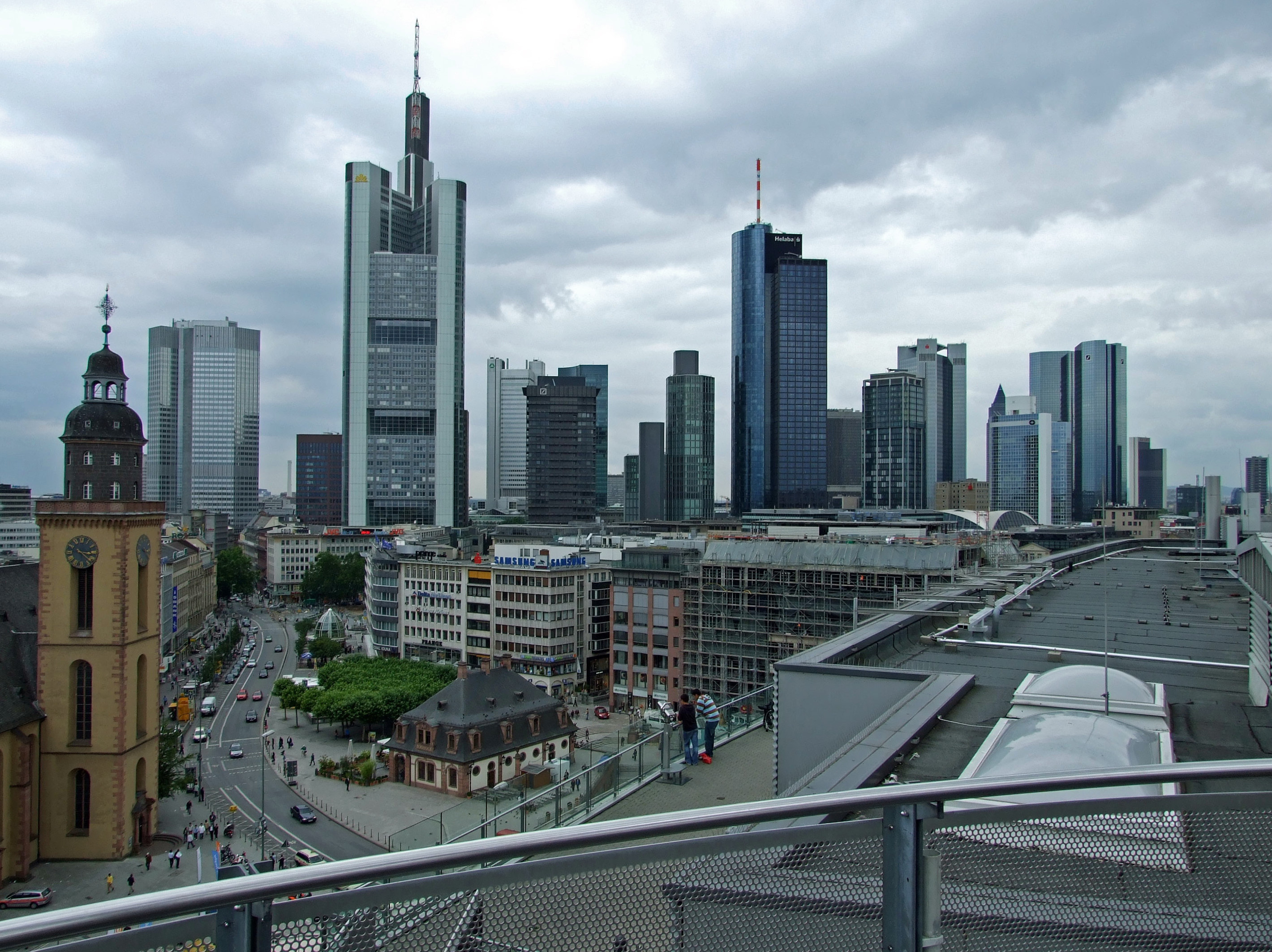
Widok ze śródmieścia na Bankenviertel

Bankenviertel (z niem.Dzielnica bankowa) – obszar bankowo-finansowy w centrum Frankfurtu nad Menem.
Obszar ten nie jest formalnie dzielnicą miasta, ale nazwa ta jest powszechnie używana do ogólnego opisu obszaru biznesowego w centrum miasta, z siedzibami wielu niemieckich banków, w tym największych w kraju (Deutsche Bank, Commerzbank i DZ Bank), jak również przedstawicielstw wielu zagranicznych instytucji finansowych, m.in.: Credit Suisse, Société Générale czy JPMorgan Chase.
W sumie na obszarze tym swoją siedzibę ma ponad 300 krajowych i międzynarodowych banków.
Mieści się tu także dawna siedziba Europejskiego Banku Centralnego w wieżowcu Eurotower.
Na obszarze tym znajduje się też większość frankfurckich wieżowców.
Ze względu na krajobraz jaki tworzy (skyline) obszar określany jest sarkastycznie Mainhattanem.